# Nämn mig Jesus, han är livet
Nämn mig Jesus, han är livet är en psalm av M G Hehl, P H Syréen och Wilhelmina Söderström som diktades först omkring 1750 och blev sedan omdiktad år 1826 och år 1907. Musiken komponerades i Herrnhut efter år 1735 och i Berlin år 1786.

## Publicerad i
- Den svenska psalmboken 1986 som nr 356 under rubriken "Jesus, vår Herre och broder".